# Гаруа
Га́руа (Га́рва; фр. Garoua) — город на севере Камеруна. Является административным центром Северного региона и департамента Бенуэ. Население — 265 583 чел. (по данным 2010 года).
Основан во второй половине XIX века по приказу Модибо Адамы, первого правителя эмирата Адамава.

## География
Город находится в северной части страны. Расположен на правом берегу реки Бенуэ.

## Климат
| Показатель                    | Янв. | Фев. | Март | Апр. | Май   | Июнь  | Июль  | Авг.  | Сен.  | Окт. | Нояб. | Дек. | Год   |
| ----------------------------- | ---- | ---- | ---- | ---- | ----- | ----- | ----- | ----- | ----- | ---- | ----- | ---- | ----- |
| Средний суточный максимум, °C | 34,4 | 37,3 | 39,8 | 39,5 | 36,5  | 33,2  | 31,1  | 30,7  | 31,5  | 34,2 | 36,0  | 34,8 | 35,0  |
| Средняя температура, °C       | 26,0 | 28,9 | 32,2 | 33,0 | 30,7  | 28,2  | 26,6  | 26,4  | 26,7  | 28,1 | 27,3  | 26,0 | 28,4  |
| Средний суточный минимум, °C  | 17,5 | 20,5 | 24,7 | 26,4 | 24,9  | 23,2  | 22,2  | 22,0  | 21,9  | 22,2 | 19,2  | 17,3 | 21,8  |
| Норма осадков, мм             | 0,0  | 0,0  | 2,0  | 44,1 | 108,4 | 134,8 | 205,3 | 247,9 | 190,0 | 63,3 | 1,6   | 0,0  | 997,4 |
| Источник:                     |      |      |      |      |       |       |       |       |       |      |       |      |       |

## Экономика
Город является крупным речным портом. По реке в Гаруа поставляют нефть и стройматериалы, а из него вывозят вниз по течению, в Нигерию, продукцию сельского хозяйства и её переработки — хло́пок, арахис, шкуры животных. Частично значения порта потеснила железная дорога, соединившая Гаруа с Дуалой — крупнейшим городом и морским портом Камеруна.
Развита текстильная отрасль промышленности: переработка хло́пка, прядение и окрашивание тканей.
В городе имеется аэропорт.